# Holothuria chilensis
Holothuria chilensis, nomen dubium, is een zeekomkommer uit de familie Holothuriidae.
De wetenschappelijke naam van de soort werd in 1868 gepubliceerd door Karl Semper.